# (2329) Orthos
(2329) Orthos és un asteroide que pertany al grup d'asteroides Apol·lo i que fou descobert el 19 de novembre de 1976 per Hans-Emil Schuster des de l'Observatori de la Silla, Xile.

## Designació i nom
Orthos es va designar inicialment com 1976 WA.
Més endavant, en 1981, va rebre per nom, el d'Ortre, el gos de dos caps de la mitologia grega.

## Característiques orbitals
Orthos orbita a una distància mitjana de 2,406 ua del Sol, i pot acostar-s'hi fins a 0,826 ua i allunyar-se'n fins a 3,986 ua. Té una excentricitat de 0,6567 i una inclinació orbital de 24,43 graus. Emplea a completar una òrbita al voltant del Sol 1363 dies.
Orthos és un asteroide proper a la Terra.

## Característiques físiques
La magnitud absoluta d'Orthos és 14,5.
- Cos menor del sistema solar